# إسبن همر بيرغر
إسبن همر بيرغر (بالبوكمول: Espen Hammer Berger) (9 مارس 1994 في النرويج - ) هو لاعب كرة قدم نرويجي في مركز الدفاع. لعب مع نادي ستارت.

## وصلات خارجية
- إسبن همر بيرغر على موقع اتحاد النرويج (النرويجية)
- إسبن همر بيرغر على موقع قاعدة بيانات كرة القدم.إي يو (الإنجليزية)